# Carlos Andrés Pérez
Carlos Andrés Pérez Rodríguez (n. 27 octombrie 1922, Rubio, Táchira, Venezuela – d. 25 decembrie 2010, Miami, SUA) a fost un om politic, președintele Venezuelei în perioadele 12 martie 1974- 12 martie 1979 și 2 februarie 1989-20 mai 1993. A fost de asemenea ministrul de interne în perioada 1959–1964. Primul său mandat este cunoscut ca Saudi Venezuela datorită prosperității economice și sociale aduse de exportul de petrol.